# 林光宇
林光宇，SBS，JP，（1944年4月17日—），香港民航處前任處長。 

## 簡歷
林光宇1961年畢業於九龍華仁書院 ，並加入民航處擔任航空交通助理控制員。1970年獲升為二級控制員，期間獲得政府安排，到多間海外學府進修。1994年10月升任機場總經理，1996年7月獲升為民航處副處長，期間參與統籌啟德機場關閉及搬遷計劃。1998年10月正式成為民航處處長，2004年4月16日退休，同年獲頒授銀紫荊星章。退休時月薪約16萬元 。
1982年至1986年中英就香港前途問題談判期間，林光宇曾擔任前本地高級公務員協會主席。
林光宇曾獲委任為多間私人機構董事。2006年5月獲委任香港飛機工程公司獨立非執行董事。退休後，於2008年起再擔任多間私人機構董事。2008年4月起，獲委任嘉華國際營運總裁兼執行董事，一年後辭任，獲董事酬金127.9萬港元。他亦曾任利星行有限公司及新世界第一巴士獨立非執行董事。2007年起獲委任為中國南方航空獨立非執行董事，已於2010年辭任。
2005年2月林光宇加入民建聯，擔任民建聯中央及常務委員、對外聯絡委員會主席、少數族裔委員會主席及政策委員會副主席。

## 港機工程內幕交易案
林光宇在擔任港機工程非執行董事期間，涉嫌於2010年6月4日利用內幕消息購入港機工程股份，獲利7.9萬元，他在6月6日辭職，並在港機工程完成股權轉讓後，於6月9日出售股份，其後被捕。2012年1月在東區裁判法院審訊時，他自辯聲稱於落盤購買港機工程股票前，曾飲酒而致昏昏欲睡，因而忘記自己是港機獨立非執行董事身份，購入股份與知悉股價敏感資料無關。
2012年2月27日，在東區裁判法院被裁定罪名成立，被判監禁5個月，緩刑2年，罰款5萬元。

## 榮譽
- 2004年 銀紫荊星章[11]

## 資料來源
1. ↑  南航涉嫌內幕交易獨董在港受審 （页面存档备份，存于） 金融界，2011年7月5日
2. ↑  . 華僑日報. 1961-07-28: 13  [2023-09-24]. （原始内容存档于2023-10-29）.
3. 1 2  特稿 投資 40年擁四炒股戶口 蘋果日報，2012年1月28日
4. ↑  林光宇內幕交易案罪成
5. ↑  林光宇菩薩保佑香港機場 （页面存档备份，存于） 文匯報，2004年4月28日
6. ↑  年收30萬酬金 認開會醉醺醺[] 明報，2012年1月28日
7. ↑  林光宇小檔案 （页面存档备份，存于） 明報，2008年1月14日
8. ↑  林光宇涉內幕交易案續審[永久] 星島日報，2012年1月30日
9. ↑  內幕交易罪表證成立 林光宇自辯：酒後買股忘董事身份 （页面存档备份，存于） 蘋果日報，2012年1月28日
10. ↑  林光宇判囚5個月 緩刑2年罰款5萬元 （页面存档备份，存于） 香港電台，2012年2月27日
11. ↑  . 文匯報. 2004-07-01  [2020-10-18]. （原始内容存档于2020-11-02）.

| 官衔            | 官衔                                 | 官衔            |
| --------------- | ------------------------------------ | --------------- |
| 前任者： 施高理 | 民航處處長 1998年10月－2004年4月16日 | 繼任者： 羅崇文 |